# Кашкаров Даниїл Миколайович
Даниїл Миколайович Кашкаров (нар. 30 березня (11 квітня) 1878 — 26 листопада 1941) — радянський зоолог, еколог. Один із засновників вітчизняної школи екологів.

## Біографія
Д. М. Кашкаров народився в Рязані, в сім'ї лікаря губернського земства. У 1896 році закінчив Рязанську класичну гімназію, і в цьому ж році поступив на природниче відділення фізико-математичного факультету Московського університету, був учнем академіка Михайла Олександровича Мензбіра. У 1899 році за участь в студентських виступах був висланий на два роки з Москви, і тому закінчив університет лише в 1903 році. У 1908 році Д. М. Кашкаров закінчив медичний факультет Московського університету, проте лікарем працювати не став. У передреволюційні роки молодий учений відвідує біологічні заклади Німеччини, Австрії і Норвегії. З 1915 по 1920 роки Д. М. Кашкаров читав лекції в Московському університеті.
У 1920 році виїжджає в тільки що відкритий Середньоазіатський університет, де стає на чолі заснованої їм кафедри зоології.
Саме з цього часу Даниїл Миколайович починає активно займатися екологічними дослідженнями і природоохороною. Наприкінці 1931 року він направляє в Держкомітет по охороні природи НКП РРФСР доповідну записку з проханням захистити від винищування в Туркестанському краї сайгаків (ЦДА Росії, ф. 2307, оп. 8, д. 135, л. 103). У 1924 році став читати курс лекцій з екології в Середньоазіатському університеті. З 1923 року бере участь в експедиціях Середньоазіатського комітету у справах музеїв і охорони пам'ятників старовини, мистецтва і природи в Середній Азії з метою організації заповідників.
У 1928 році учений їде до США, де знайомиться з американськими екологами і відвідує практично усі великі національні парки США, про що потім публікує статті на батьківщині. У 1931 році разом з В. В. Станчинським Даниїл Миколайович засновує перший в СРСР екологічний журнал — «Журнал екології і біоценології».
Д. М. Кашкаров був одним з перших в Середній Азії, хто займався створенням заповідників. Так, у квітні 1930 року на Казахстанському краєзнавчому з'їзді в Алма-Аті він виступає з доповіддю «Принципи охорони природи і облаштування заповідників».
Про необхідність створення заповідника «Арсланбоб» він говорить на 1 Всеросійському з'їзді по охороні природи у вересні 1929 року в Москві. Причепний учений до організації в 1927 році заповідника «Джебагли» (Аксу-Джебагли) у Казахстані.
Учений немало зробив і для популяризації справи охорони природи. Досі користується великим успіхом його книга «Тварини Туркестану». Учений часто виступав з доповідями і лекціями.
Восени 1933 року учений переїхав в Ленінград, де очолив кафедру зоології хребетних ЛДУ і створену ним лабораторію екології тварин. У Ленінграді Кашкаров перестав займатися природоохороною через загальну політичну ситуацію в країні.
Помер Даниїл Миколайович від серцевого нападу на станції Хвойна (нині — Новгородська область) 26 листопада 1941 року під час евакуації з Ленінграда.

## Твори
- Курс биологии позвоночных. — М.; Л., 1929.
- Холодная пустыня Центрального Тянь-Шаня. — Л., 1937 (співавтор).
- Экология домашних животных // Памяти М. А. Мензбира. — М.; Л., 1937.
- Курс зоологии позвоночных животных. — 2-е изд. — М.; Л., 1940 (разом з В. В. Станчинським).
- Основы экологии животных. — 2-е изд. — Л., 1944.[1]

## Про нього
- Даниил Кашкаров и его школа